# Hélène Passtoors
Hélène Passtoors (Eindhoven, 9 augustus 1942) is een Belgisch-Nederlandse activiste, linguïste, journaliste, antiapartheidsactiviste en medeplichtige aan een bomaanslag door het Zuid-Afrikaanse ANC. Ze staat ook bekend als Hélène Marinis Passtoors en heeft de Belgische nationaliteit.

## Jeugd en opleiding
Als kind wist Hélène Passtoors al dat ze niet in Europa wilde blijven en na haar middelbareschoolopleiding zocht ze naar een mogelijkheid om de wereld in te trekken. Ze had geen vast plan of bestemming. Ze begon scheikunde te studeren, maar onderbrak haar studies voor een opleiding in chemisch onderzoek van de Shell laboratoria in Amsterdam die haar financiële onafhankelijkheid bood. Maar ze had ook veel belangstelling voor talen en literatuur, volgde de opleiding voor boekhandel en uitgeverij en werkte in de boekimport, alvorens weer te werken in een chemisch laboratorium van een Amerikaanse firma. Deze bood haar een stage aan in de Verenigde Staten. Dat was haar kans om te vertrekken.

## Verenigde Staten en Afrika
Passtoors woonde van 1964 tot 1967 in de Verenigde Staten waar ze trouwde met de Belgische antropoloog Pierre Van Leynseele. Ze kregen vier kinderen. Van 1967 tot 1974 woonden ze in Congo op de campus van de Université Lovanium in Kinshasa. Van Leynseele onderwees antropologie en deed onderzoek bij de Libinza, een vissersvolk van de Ngiri-rivier bij de samenstroming van de Kongo- en Oubangui-rivieren. Passtoors koos de studie Afrikaanse filologie en deed vervolgens onderzoek naar de Libinza-taal. Na studentenopstanden tegen president Mobutu werd de universiteit in 1971 genationaliseerd en gaandeweg verslechterde de situatie. In 1974 vertrokken ze uit Congo. Van Leynseele behaalde zijn doctoraat en Passtoors de doctorandustitel in Afrikaanse taalkunde aan de Universiteit Leiden in Nederland. Daarna was Passtoors assistente in de vakgroep Afrikaanse Taalkunde, deed onderzoek naar de Anyi-Baule taal in Ivoorkust en bezocht als linguïste Ghana en andere West-Afrikaanse landen. Ze was geassocieerd aan de onderzoeksafdeling Afrikaanse Talen van het Afrika Museum in Tervuren (België) en aan het CNRS in Parijs. Zo wilde ze voldoende academische ervaring opdoen in Europa en een netwerk opbouwen om verder te werken als taalkundige in Afrika.

## Afrikaans Nationaal Congres
Begin jaren 1980 vertrok Passtoors samen met haar tweede echtgenoot, de Nederlander Klaas de Jonge, naar Maputo, de hoofdstad van Mozambique en werkte daar als taalkundige voor Mozambikaanse talen aan de Eduardo Mondlane-universiteit. In die periode raakte ze bevriend met Joe Slovo, vooraanstaand lid van de Zuid-Afrikaanse organisatie Afrikaans Nationaal Congres (ANC) en zijn vrouw Ruth First die directeur was van het Centrum voor Mozambikaanse Studies aan dezelfde universiteit.
Eind 1981 benaderde het ANC Passtoors en De Jonge om actief het ANC te steunen in hun gewapende bevrijdingsstrijd met geheime missies in Zuid-Afrika. In 1982 werd Passtoors lid van het ANC. De aanwezigheid van het ANC in Mozambique werd echter sinds het Nkomati Akkoord met het apartheidsregime begin 1984 uiterst beperkt. De Jonge en Passtoors waren inmiddels gescheiden. De Jonge verhuisde naar Zimbabwe en Passtoors naar Johannesburg waar ze verbonden was aan de Universiteit van de Witwatersrand en ook haar ondergronds werk voor het ANC voortzette.
Tijdens haar bijna vier jaar (1981-1985) bij de Special Operations Unit van Umkhonto we Sizwe, de gewapende tak van het ANC, was ze onder meer betrokken bij de zogenaamde Kerkstraatbomaanslag tegen het hoofdkwartier van de Luchtmacht in Pretoria in mei 1983, waarbij 19 doden (deels burgers) en meer dan 200 gewonden vielen. Deze autobom, de eerste van het ANC dat even later dit wapen terugtrok uit het arsenaal, was het antwoord op de moord op Ruth First in Maputo, de nachtelijke moordpartij op ANC leden en Lesotho burgers in Maseru (42 doden) en de aanval op ANC-leden in Harare in Zimbabwe (21 doden), alle door het apartheidsregime in 1982.
In juni 1985 werd Passtoors in Zuid-Afrika gearresteerd en bleef acht maanden in eenzame opsluiting bij de Veiligheidspolitie op het John Vorsterplein in Johannesburg. Ze werd beschuldigd van hoogverraad en in mei 1986 veroordeeld tot tien jaar opsluiting. De aanval in de Kerkstraat van 1983 maakte geen deel uit van de aanklacht, maar het apartheidsregime verspreidde geruchten daarover. Tijdens haar gevangenschap deed ze een BA Geschiedenis via een schriftelijke opleiding van de University of South Africa. In 1989 werd zij vrijgelaten na tussenkomst van de Belgische regering. De volgende jaren vertegenwoordigde ze het ANC in talrijke anti-apartheidsactiviteiten in Europa.

## Waarheidscommissie
In 1996 vroeg Passtoors amnestie aan bij de Waarheidscommissie voor haar betrokkenheid bij de Kerkstraatbomaanslag. Haar amnestie-aanvraag werd toen bekend in Zuid-Afrikaanse en Belgische media en daarmee de bekentenis van haar rol bij de aanslag. Op 10 en 17 december 2013 beschreef zij in een dubbel artikel in het Belgische weekblad Humo hoe ze de bomauto naar Pretoria had gebracht en de gevolgen beleefd had, alsmede haar eigen twijfels en het debat binnen het ANC over de keuze van het doelwit in verband met de aanwezigheid van burgers. In 2001 had Passtoors datzelfde al gedaan in Beeld, een Afrikaner dagblad in Zuid-Afrika, in een uitwisseling met de journalist André Pretorius naar aanleiding van een gesprek met haar.
In 2002 verkreeg Passtoors amnestie en verklaarde de Waarheidscommissie de aanval legitiem en proportioneel volgens het internationaal recht, ondanks de vreselijke gevolgen en burgerslachtoffers.

## Journaliste
Vanaf haar vrijlating in 1989 tot haar vertrek naar Chili in 1992 was Passtoors verbonden aan de buitenlandse afdeling van het ANC (met hoofdkantoor in Londen) en werkte aan de vertegenwoordiging voor België, Luxemburg en de Europese Unie in Brussel. Ze was ook lid van de commissie voor de toekomstige taalpolitiek van het ANC en reisde naar Zimbabwe en Zambia. In dat kader vroeg het ANC in de periode 1990-1992 tweemaal 'indemnity' (vrijstelling van vervolging voor terugkerende ANC-leden) voor haar aan om terug te keren naar Zuid-Afrika in verband met de onderhandelingen tussen het ANC en de apartheidsregering. Beide malen weigerde Pretoria op het laatste moment. Om veiligheidsredenen gebood het ANC haar toen om voorlopig niet terug te keren naar Zuid-Afrika. 
Ze werkte die jaren ook als redacteur aan het weekblad De Rode Vaan, vervolgens Markant en maakte o.a. reportages in Nicaragua en Cuba. In 1992 benoemde de Radio Nieuwsdienst van de BRT (Belgische Radio en Televisie, voorganger van de VRT) haar tot correspondente voor Zuid-Amerika (met uitzondering van Argentinië en Brazilië). Ze vestigde zich in september 1992 in Chili waar ze ook samenwerkte met het weekblad Pagina Abierta. Ze deed o.a. reportages in Peru en Paraguay, destijds regionale brandhaarden. Op 11 september 1993 trok de BRT "tot haar grote spijt" plotseling Passtoors' correspondentschap in ten gevolge van de zware druk uitgeoefend door de extreemrechtse partij Vlaams Blok (nu Vlaams Belang) met als motief haar politieke achtergrond.
Passtoors besloot zich terug te trekken op een kleine boerderij in het Chileense kustgebergte, deed nog freelance werk en vertaalde een dichtbundel van de Mapuche dichter Elicura Chihuailaf met een beurs van Fondart van het Chileense ministerie van Onderwijs. Ze woonde in Chili tot in 2002 en vervolgens deeltijds, tot ze zich in 2010 permanent in België vestigde. 
In 2002 kwam ze naar België en werkte als redacteur bij het CETRI (Centre tricontinental) in Louvain-la-Neuve. In 2003 en 2004 keerde ze voor het eerst terug naar Zuid-Afrika, reisde door het land en maakte reportages met werkbeurzen van het Belgische Fonds Pascal Decroos voor journalistiek en het Fonds Bijzondere Journalistieke Projecten in Amsterdam. 
In 2011 ontving ze de 'Order of the Companions of OR Tambo', zilver, de hoogste Zuid-Afrikaanse onderscheiding voor vreemdelingen.
Passtoors is gepensioneerd, woont in Wallonië (België) en reist nog geregeld naar Zuid-Afrika. Ze heeft vier kinderen en acht kleinkinderen.
Een aantal van haar artikelen is te vinden op Academia.edu. 